# Lazaros Woreadis
Lazaros Woreadis (ur. 18 lipca 1960) w Salonikach) – grecki sędzia koszykówki, uczestnik igrzysk olimpijskich w Atenach 2004.
Sędziował m.in. finały europejskich pucharów w koszykówce - Pucharu Saporty i Pucharu Koracia w 2002, prowadził także mecze na Mistrzostwach Świata Juniorów w Grecji (2003). Jako czołowy grecki arbiter został wytypowany do sędziowania na igrzyskach olimpijskich w Atenach, wygłosił także tekst przysięgi sędziów na uroczystości otwarcia igrzysk.